# Dalbergia stevensonii
Dalbergia stevensonii är en ärtväxtart som beskrevs av Paul Carpenter Standley. Dalbergia stevensonii ingår i släktet Dalbergia, och familjen ärtväxter. Inga underarter finns listade i Catalogue of Life.